# Mysateles prehensilis gundlachi
Mysateles prehensilis gundlachi is een zoogdier uit de familie van de hutia's (Capromyidae). De wetenschappelijke naam van de ondersoort werd voor het eerst geldig gepubliceerd door Chapman in 1901.

## Voorkomen
De soort komt voor in Cuba.